# Anvar Yunusov
Anvar Yunusov (Dušanbe, 1º febbraio 1987) è un pugile tagiko.

## Palmarès
- Mondiali

Baku 2011: bronzo nei pesi leggeri.
- Campionati asiatici

Ulan Bator 2007: bronzo nei pesi superleggeri.
Incheon 2011: oro nei pesi leggeri.
Bangkok 2015: bronzo nei pesi superleggeri.